# 3252 Джонні
3252 Джонні (3252 Johnny) — астероїд головного поясу, відкритий 2 березня 1981 року.
Тіссеранів параметр щодо Юпітера — 3,340.